# Cilandak Barat
Cilandak Barat (indonesiska: Kelurahan Cilandak Barat) är en administrativ by i Indonesien.   Den ligger i provinsen Jakarta, i den västra delen av landet. Huvudstaden Jakarta ligger i Cilandak Barat.